# Gemma Beadsworth
Gemma Beadsworth (17 de juliol de 1987) és una davantera centre de waterpolo d'Austràlia. Ella ha tingut beques de waterpolo en l'Institut Australià de l'Esport i l'Institut Australià de l'Esport Occidental. Juga pels Fremantle Marlins en la Lliga Nacional de Waterpolo. Ha representat a Austràlia en un nivell júnior i nacional. Ella va guanyar una medalla de bronze als Jocs Olímpics de 2008, i va ser triada com a membre de l'equip de capacitació de 2012 pels Jocs Olímpics amb l'equip nacional femení de waterpolo d'Austràlia. Ella també ha guanyat una medalla de plata al Campionat Mundial de 2007, una medalla d'or a la Copa del Món de 2006 i una medalla de plata a la Copa del Món de 2010.

## Vida personal
Gemma Beadsworth va néixer el 17 de juliol de 1987 en Perth, Austràlia Occidental. Ella va assistir a l'escola anglicana per a nenes de St Hilda, i va ajudar a obrir oficialment una piscina de grandària olímpica a l'escola a l'agost de 2011. Ella té un germà, Jamie Beadsworth, que també va representar a Austràlia en waterpolo als Jocs Olímpics de 2008 com a davanter centre.